# Santa María de Pantasma
Santa María de Pantasma es un municipio del departamento de Jinotega en la República de Nicaragua. Fundado en 1989
El pueblo de Las Praderas es la cabecera municipal.

## Toponimia
Tiene su origen en la lengua misquita, el vocablo "Pantasma" significa "hombre bajo" o "cabeza chata". 
En gallego: pantasma proviene del griego φάντασμα (phantasma) que se traduce fantasma en castellano.

## Geografía
Santa María de Pantasma se encuentra ubicado a una distancia de 50.2 kilómetros de la ciudad de Jinotega por la carretera NIC-43, y a 192 kilómetros de la capital de Managua.
- Altitud: 420 m s. n. m.
- Superficie: 560.0 km²
- Latitud: 13° 11′ 50″ N
- Longitud: 85° 49′ 30″ O.

### Límites
Limita al norte con los municipios de Quilalí, Wiwilí y Wiwilí de Jinotega, al sur con el municipio de Jinotega, al este con el de El Cuá y al oeste con los municipios de San Rafael del Norte y San Sebastián de Yalí.
En la hidrografía del municipio, se encuentra la corriente del río Pantasma, un tributario del río Coco o Segovia o Wanki, que corre por el Valle de Pantasma donde le tributan numerosos arroyos.

## Historia
Anteriormente el poblado se conocía como "Valle de Pantasma", en el que habitaron indígenas, hecho que se confirma en los hallazgos de ruinas en dos de sus primeros poblados, encuadrado en lo que era la provincia de Tologalpa. Pantasma es una región en el norte de Nicaragua.
La población del valle de Pantasma y sus alrededores se ha incrementado recientemente de forma masiva a partir de los años 1950, a raíz de la construcción del embalse de la presa hidroeléctrica de Apanás, la que produjo un movimiento migratorio fuerte hacia el municipio con habitantes provenientes de Jinotega y las zonas cálidas de la costa del Pacífico.
Este municipio de Santa María de Pantasma fue fundado en 1989. 

## Demografía
Santa María de Pantasma tiene una población actual de 57,056 habitantes. De la población total, el 50.3% son hombres y el 49.7% son mujeres. Casi el 16.9% de la población vive en la zona urbana.

## Naturaleza y clima
Según la clasificación climática de Köppen, el municipio tiene un clima tropical de sabana. 
Con una temperatura anual que oscila entre los 21 a 22 °C y una precipitación anual de 2000 mm, con humedad relativa del 84%. La estación seca del municipio es de los meses de diciembre a mayo y la estación lluviosa al periodo junio a noviembre.
Los suelos son de tipo tropical con buena fertilidad y productividad y en general aptos para actividades agrícolas y pecuarias tecnificadas que pueden brindar excelentes resultados bajo cuidadoso empleo de tecnologías alternativas de agricultura ecológica. 
Los ríos desde hace algunos años han bajado su caudal debido a la construcción de plantas hidroeléctricas, como es el caso del principal río de Pantasma que han reducido su caudal en más de un cuarenta por ciento de su totalidad llevando a la inconformidad de sus habitantes.
El crepúsculo civil matutino o amanecer se presenta más temprano a las 4:53 a. m. del 29 de mayo al 9 de junio y del 21 al 31 de enero se presenta más tarde a las 5:49 a. m. El crepúsculo civil vespertino o anochecer se presenta más temprano del 13 al 24 de noviembre a las 5:28 p. m. y del 2 al 15 de julio se presenta más tarde a las 6:29 p. m.

## Localidades
Las comarcas más importantes del municipio son:
- Estancia Cora
- Malecón
- Wale
- Planes de Vilán
- El Charcón
- El Guapinol
- El Tamalaque
- El Jiquelite
- Cuatro Esquinas
- Zompopera
- El Venado
- El Ventarrón
- El Chamarro
- Los Cedros
- Las Parcelas
- Las Cruces.

## Economía
La principal actividad agropecuaria está en la agricultura (café, frijol, maíz, papa, plátano, cebolla, tomate, repollo, arroz y cacao) y en la ganadería (bovina, porcina y caprina) para su comercialización.
El productor es apoyado por diversas empresas comunales o cooperativas las cuales les dan financiamiento.